# Capps-Gletscher
Der Capps-Gletscher ist ein 38 km langer Talgletscher in den Tordrillo Mountains in Alaska (USA). Benannt wurde der Gletscher im Jahr 1958 nach Stephen Reid Capps (1881–1949), einem Geologen des U.S. Geological Survey (USGS).
Das 2200 m hoch gelegene Nährgebiet des Capps-Gletschers liegt an der Ostflanke des Mount Torbert. Der Gletscher strömt in überwiegend ostsüdöstlicher Richtung und endet auf etwa 180 m Höhe 5,5 km südwestlich des Beluga Lake. Der Capps-Gletscher besitzt im untersten Abschnitt eine maximale Breite von 5,2 km. Der Gletscher speist den Chichantna River, der in den Beluga Lake fließt. Dieser wird wiederum über den Beluga River zum Cook Inlet entwässert.